# Gare de La Chapelle-Centre
La gare de La Chapelle-Centre est l'une des quatre gares ferroviaires de la ligne de Nantes-Orléans à Châteaubriant situées sur le territoire de la commune de La Chapelle-sur-Erdre, dans le département de la Loire-Atlantique en région Pays de la Loire.
Sa mise en service est intervenue le 28 février 2014 à l'occasion de la réactivation de la ligne qui est alors parcourue par des tram-train du TER Pays de la Loire.

## Situation

### Situation ferroviaire
Établie à 27 mètres d'altitude, la gare de La Chapelle-Centre est située au point kilométrique (PK) 439,580 de la ligne de Nantes-Orléans à Châteaubriant, entre les nouvelles gares d'Erdre-Active et de La Chapelle-Aulnay. 
Elle marque la fin du tronçon à double voie depuis la gare de Babinière, elle dispose donc de deux voies et deux quais. Il est à noter que le tram-train roule à droite contrairement aux trains qui roulent à gauche.

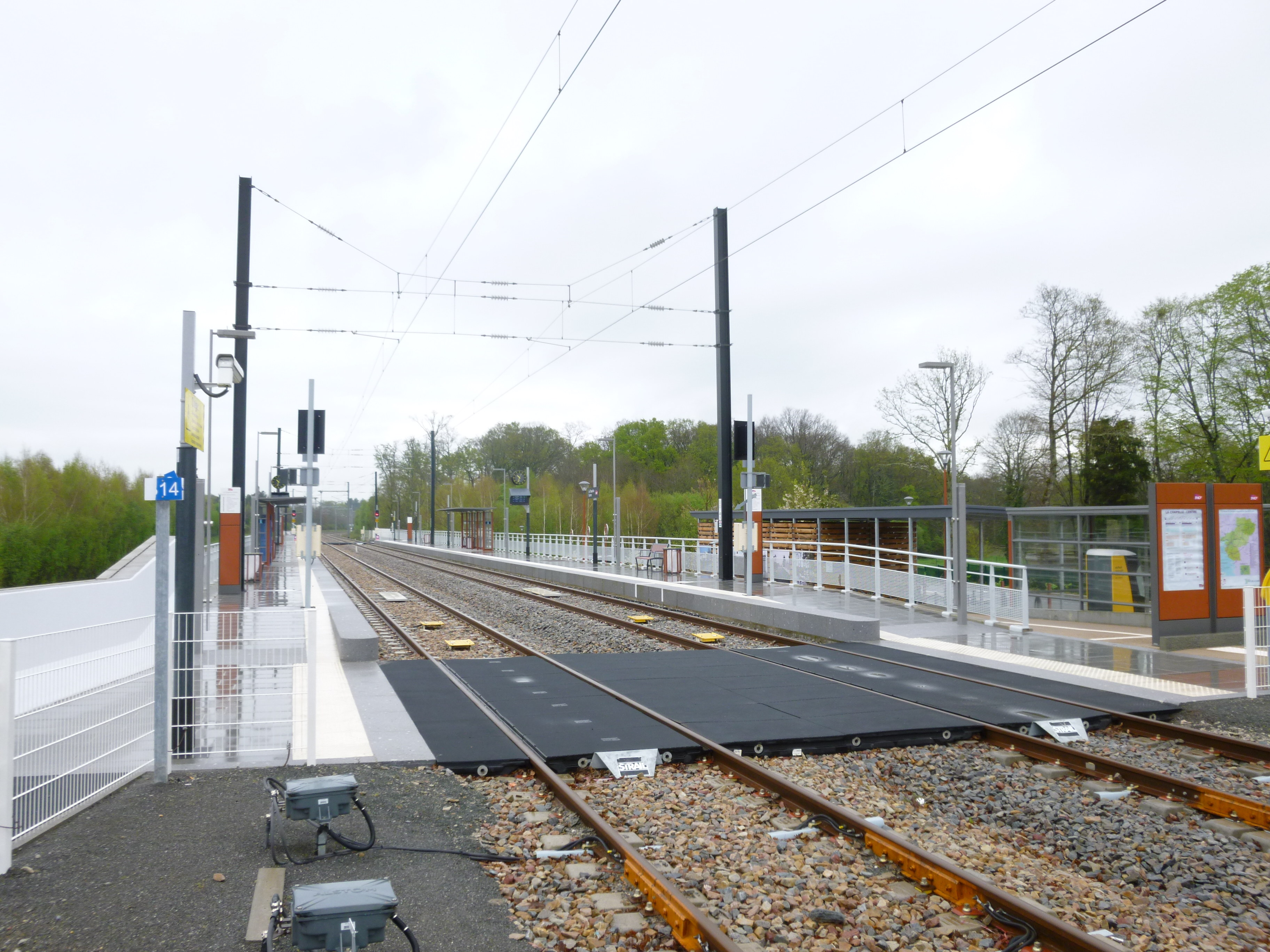
La halte en 2014.

### Situation géographique
Elle est située au plus proche du bourg centre de la commune, dont elle n'est séparée que par la RD no 39 qui rejoint Sucé-sur-Erdre. À cet endroit un pont franchit cet axe routier pour rallier le cimetière communal, à proximité immédiate.

## Histoire
La gare de La Chapelle-Centre est mise en service le 28 février 2014, lors de la réouverture de la ligne de Nantes-Orléans à Châteaubriant en voies spécifiques au tram-train. C'est la halte la plus proche de l'ancienne Gare de La Chapelle-sur-Erdre qui n'a pas repris son nom car trois autres gares ont été ouvertes sur le territoire de la commune à cette occasion (La Chapelle-Aulnay, Erdre-Active et Babinière). 
Un projet de réouverture de la ligne vers Blain pour desservir le projet d'aéroport du Grand Ouest à Notre-Dame-des-Landes en tram-train est envisagé.

## Service des voyageurs

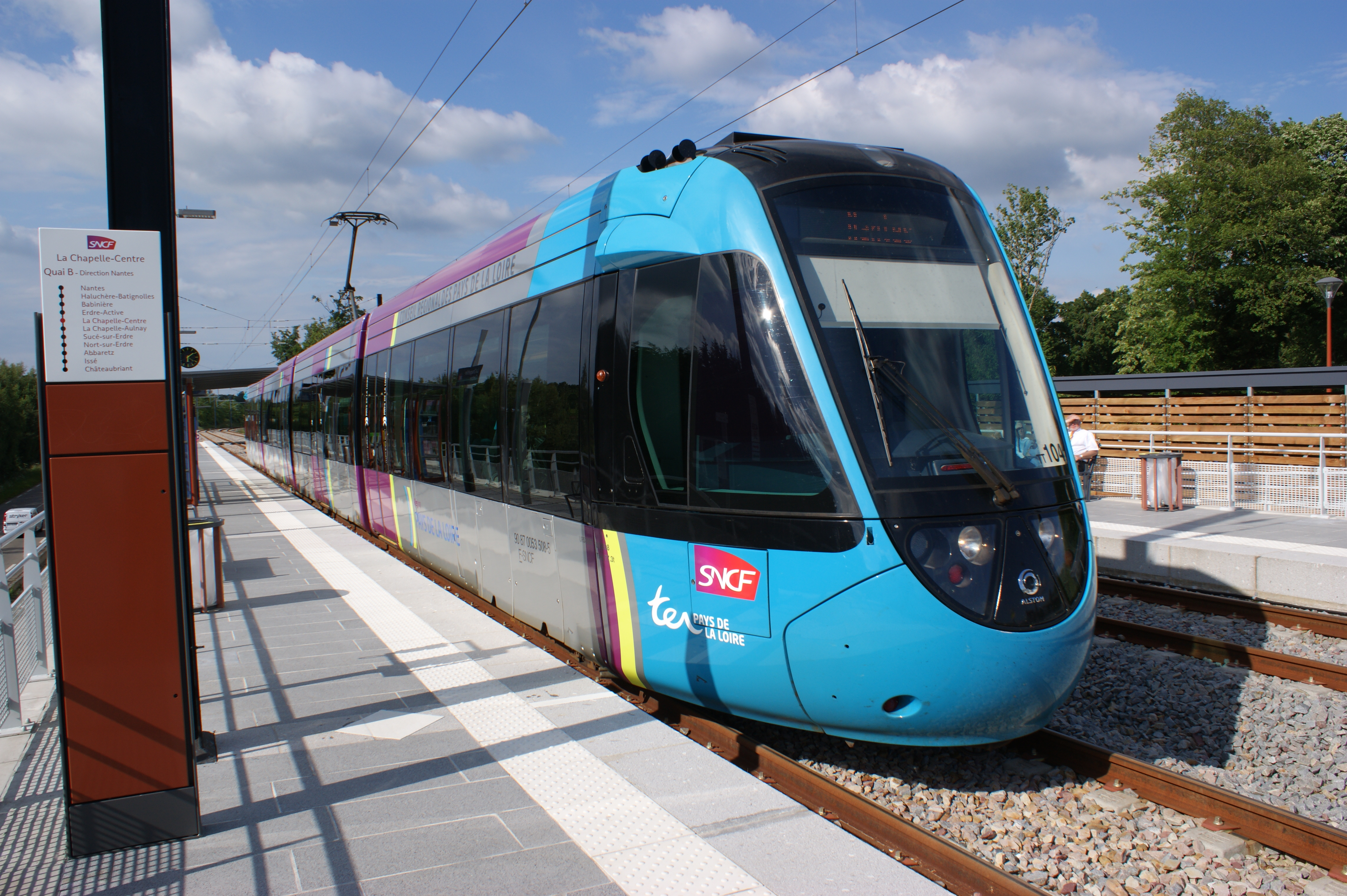
Tram-train à quai.

### Accueil
Halte SNCF, c'est un point d'arrêt non géré (PANG) à entrée libre, équipé d'un distributeur automatique de billets régionaux. Elle est également accessible aux personnes à la mobilité réduite. Chaque quai dispose d'un abri.

### Desserte
La Chapelle-Centre est desservie par des tram-trains qui circulent entre la gare de Nantes et celle de Sucé-sur-Erdre. Certains sont amorcés ou prolongés jusqu'aux gares de Nort-sur-Erdre ou de Châteaubriant.

### Intermodalité
Un parc à vélos de 52 places et un parking pour les véhicules de 113 places y sont aménagés.

Installations
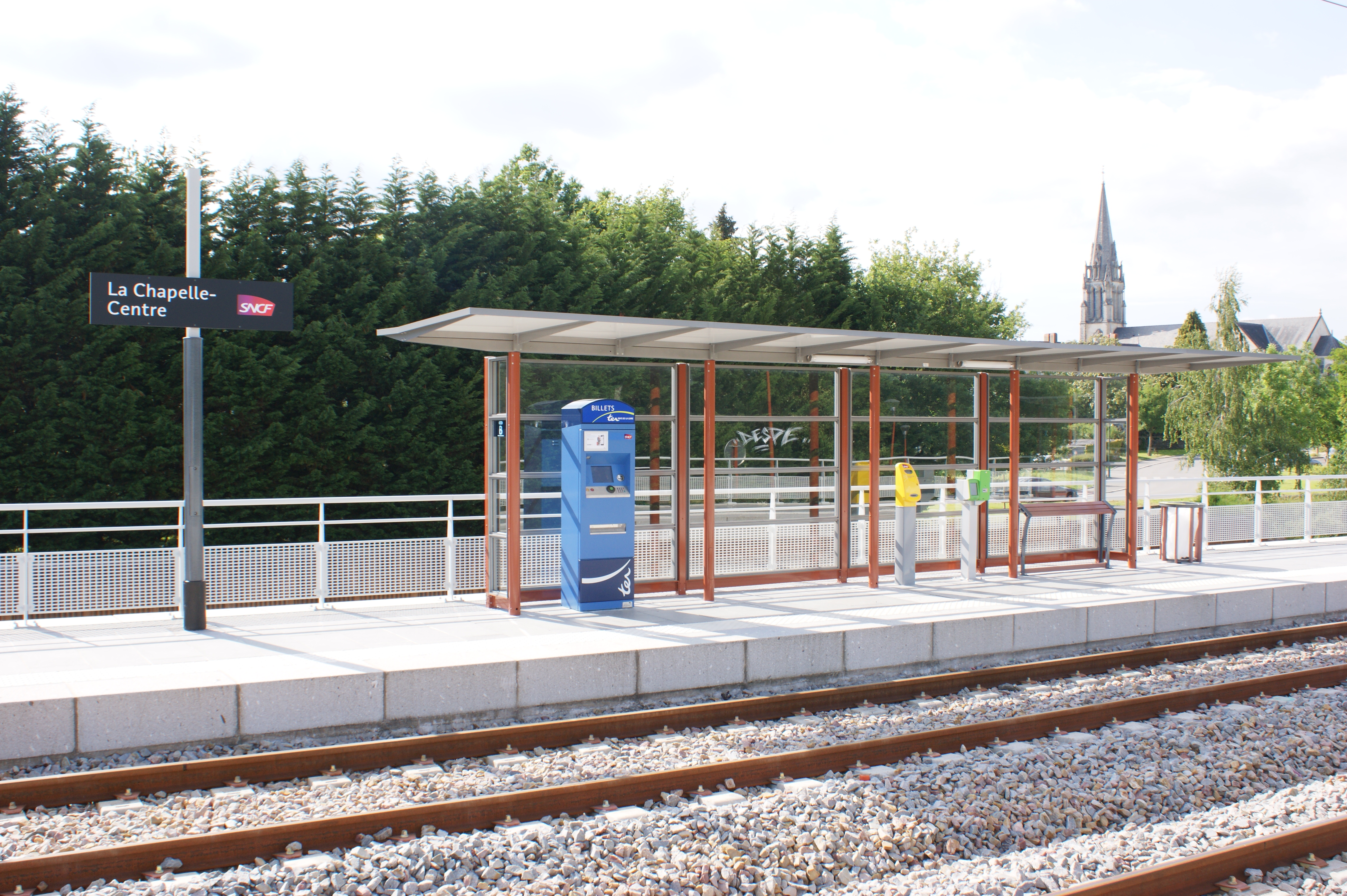
Un abri de quai.
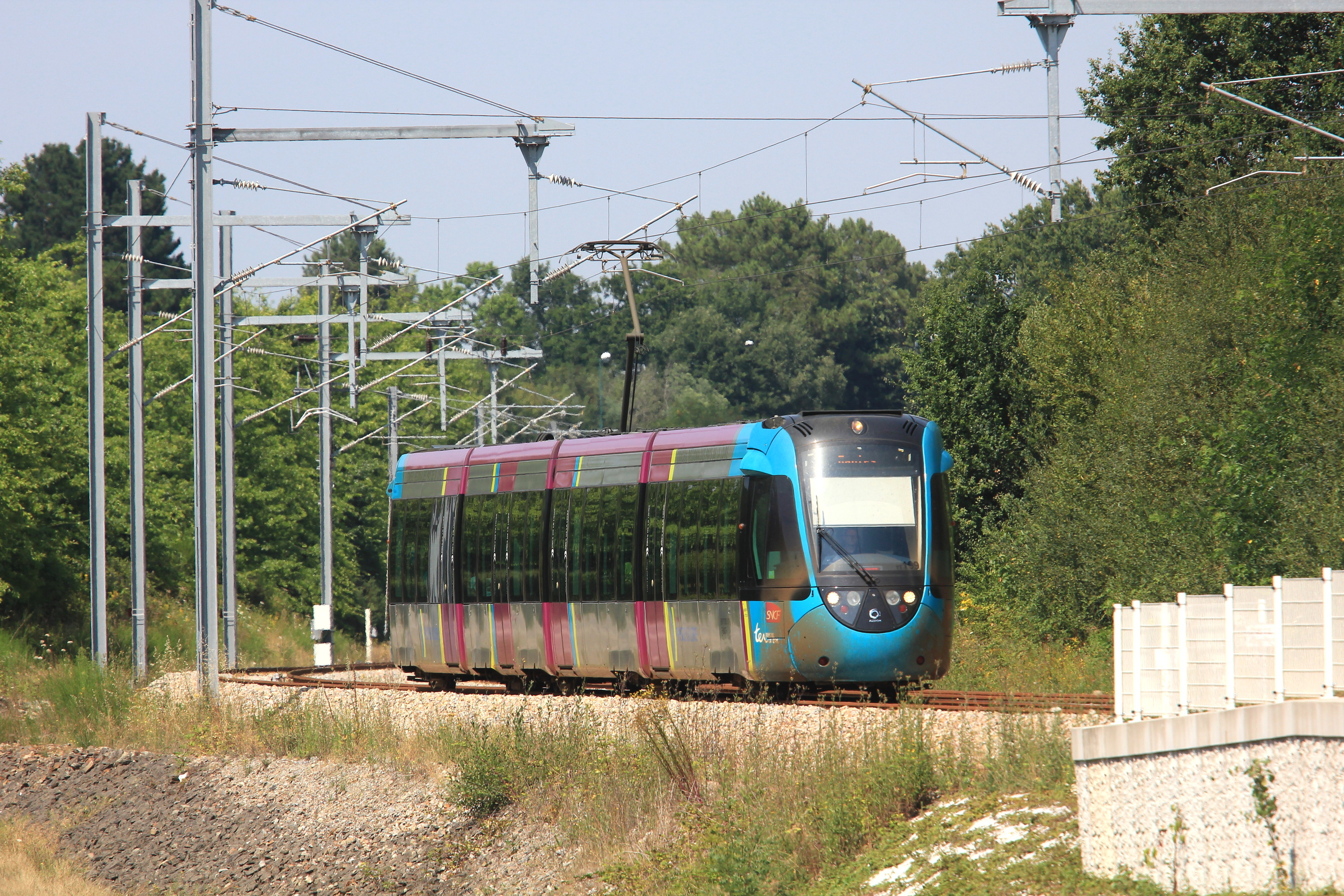
Arrivée d'un tram-train.
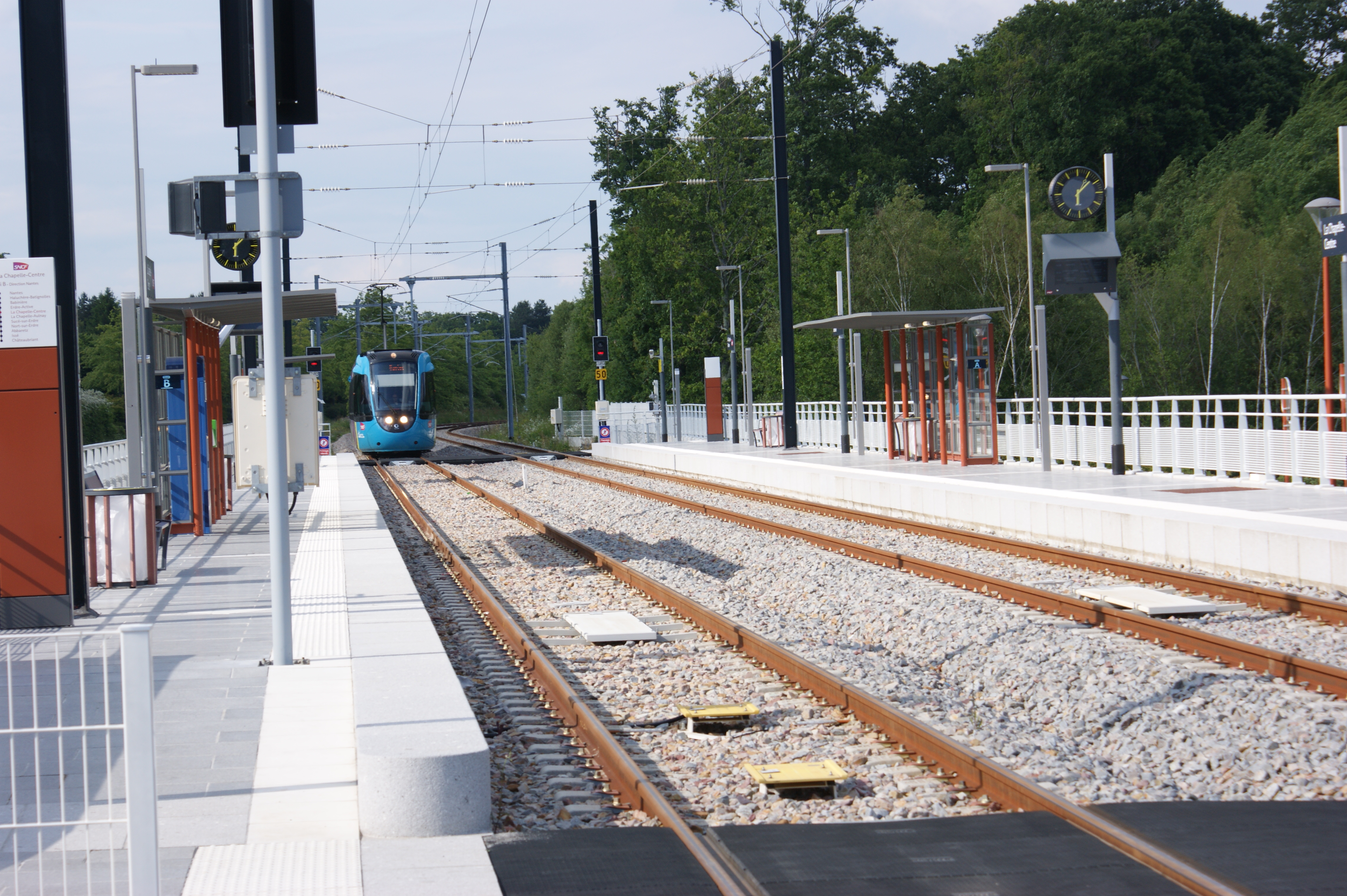
Halte et arrivée d'un tram-train.
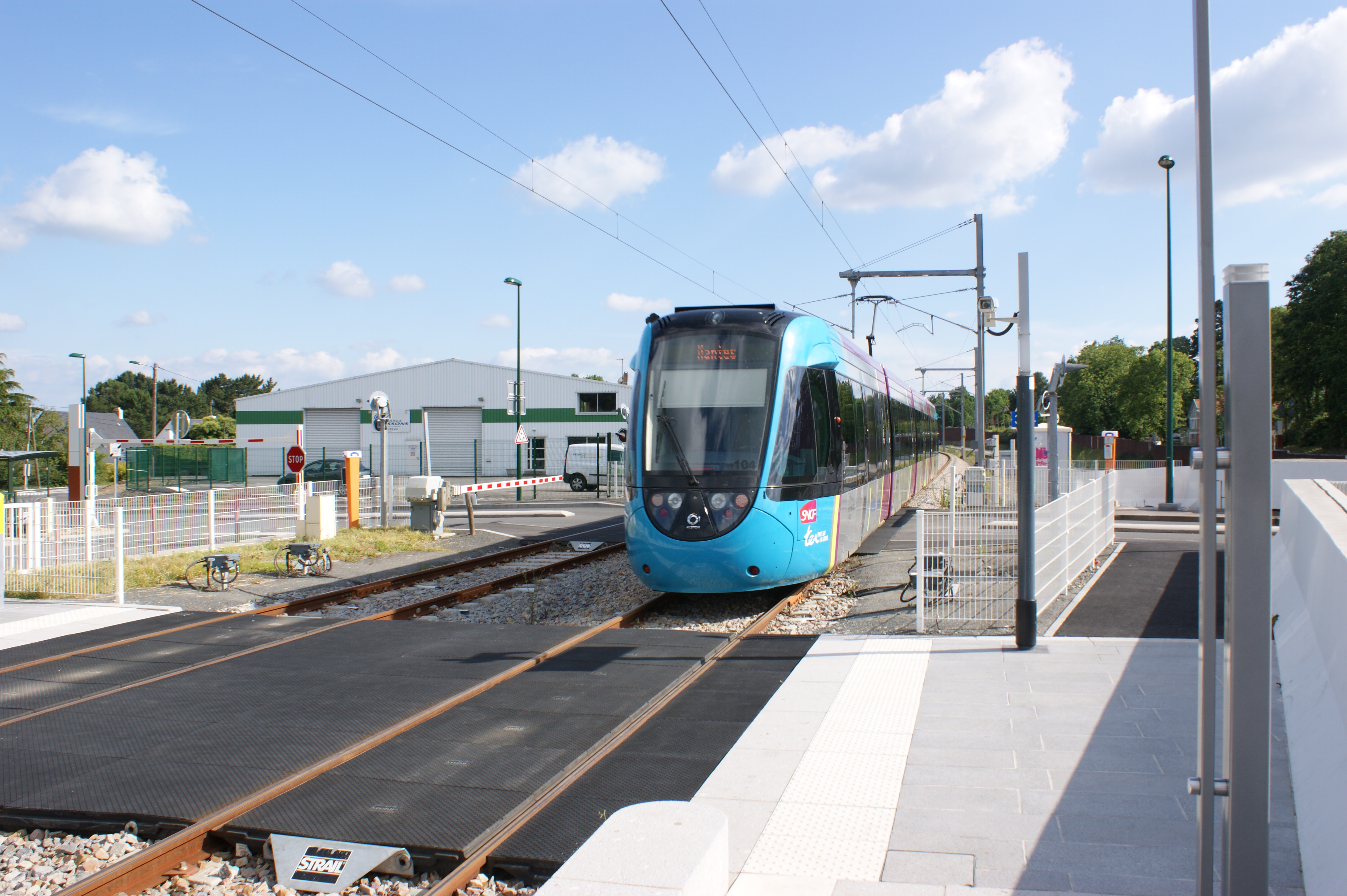
Passage à niveau.